# ۴۵۰ (میلادی)
۴۵۰ (میلادی) چهارصد و پنجاهمین سال تقویم میلادی است.

## زادگان
- ترازاموند، پادشاه وندال‌ها و آلان‌ها (م. ۵۲۳)
- ژوستین یکم، امپراتور بیزانس (م. ۵۲۷)

## درگذشتگان
- تئودوسیوس دوم، امپراتور بیزانس (ت. ۴۰۱)

‎